# Бистришки манастир „Света Петка“
Вижте пояснителната страница за други значения на Бистришки манастир.
Бистришкият манастир „Света Петка“ е действащ мъжки  манастир от Х век с храм, посветен на свети Илия.

## Местоположение
Намира се в местността Калугерови ливади на Витоша, в северозападните покрайнини на село Бистрица, на около 15 km от София.

## История
Манастирът е основан през Х век, но, както повечето манастири по българските земи, е разрушен при нашествието на османците през ХІV век. След Освобождението е възстановен, построява се и малка черква, просъществувала до 1951 г. През 1956 г. е построена днешната черква. Понастоящем манастирът е действащ. Храмовият празник се чества всяка година на 14 октомври.
Около края на XX век манастирът, който дотогава е девически, става мъжки.

## Сгради
Манастирът се състои от малка църква, жилищни и стопански сгради. Черквата „Св. Илия“ е еднокорабна, едноапсидна, безкуполна и с притвор и камбанария над нея.